# Louise Lantagne
Louise Lantagne (née le 23 juillet 1954) est la directrice générale des services français de la Télévision de Radio-Canada. Elle est diplômée en littérature française de l'Université McGill, ainsi qu'en droit de l'Université de Montréal. Depuis 2019, elle occupe le poste de présidente-directrice générale de la Société de développement des entreprises culturelles (SODEC), organisme qui soutient et fait la promotion de la culture québécoise au niveau national et international.